# Ludwik Lejzer Zamenhof
Ludwik Lejzer (Łazarz) Zamenhof (Białystok, 15 dicembre 1859 – Varsavia, 14 aprile 1917) è stato un medico e linguista polacco.
In qualità di glottoteta, è universalmente noto per aver fondato le basi dell'esperanto, la lingua ausiliaria internazionale più parlata al mondo. Il suo nome viene a volte italianizzato in Ludovico Lazzaro Zamenhof.
Il 26 luglio 1887 pubblicò l'Unua Libro, il primo libro in esperanto. Da questo momento la sua attività si divise tra il lavoro di oculista, per mantenere la famiglia, la diffusione dell'esperanto e la costituzione di una "religione pienamente umana", denominata prima hilelismo, poi homaranismo.
Il nome "esperanto" deriva da uno dei suoi pseudonimi e significa "colui che spera".

## Biografia

### Nascita, nome, famiglia

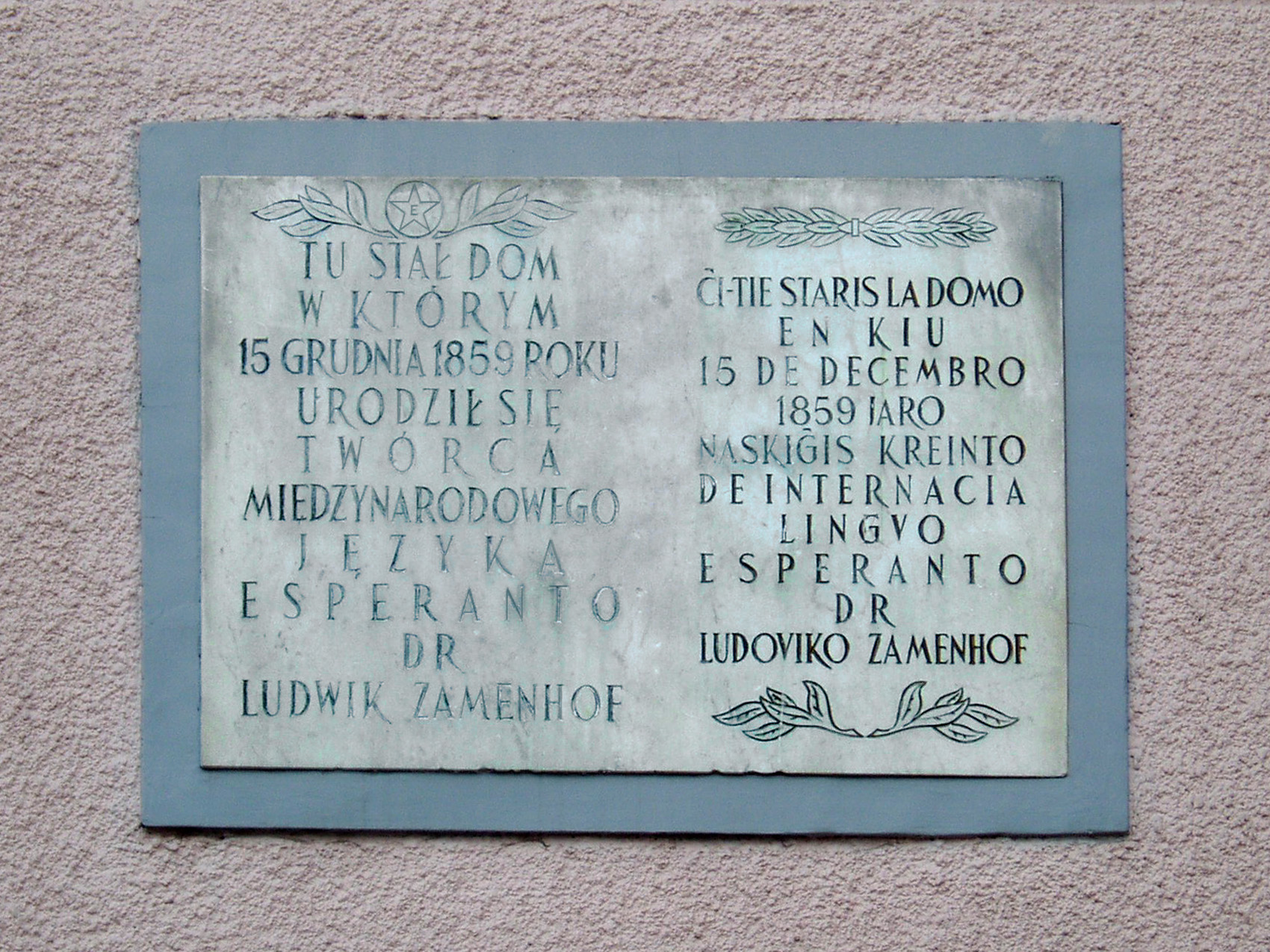
Targa commemorativa presso la casa natale di Zamenhof

Ludwik Lejzer Zamenhof nacque a Białystok il 15 dicembre 1859 (3 dicembre secondo il calendario giuliano e 19 kislev secondo il calendario ebraico), figlio dell'insegnante di lingue Mordechai Zamenhof (il quale preferiva la dizione russa Marko). La famiglia Zamenhof (o Samenhof secondo alcune grafie) era una famiglia di ebrei lituani, ma Ludwik Lejzer si definì sempre "ebreo russo".
Nato Lejzer Zamenhof, scelse successivamente (secondo la moda allora in voga tra alcuni ebrei dell'Europa orientale) anche un altro nome non di origine ebraica, Ludwik, in onore di Francis Lodwick, che nel 1652 pubblicò una lingua artificiale, della quale Zamenhof venne a sapere nelle opere di Comenius.

### La formazione

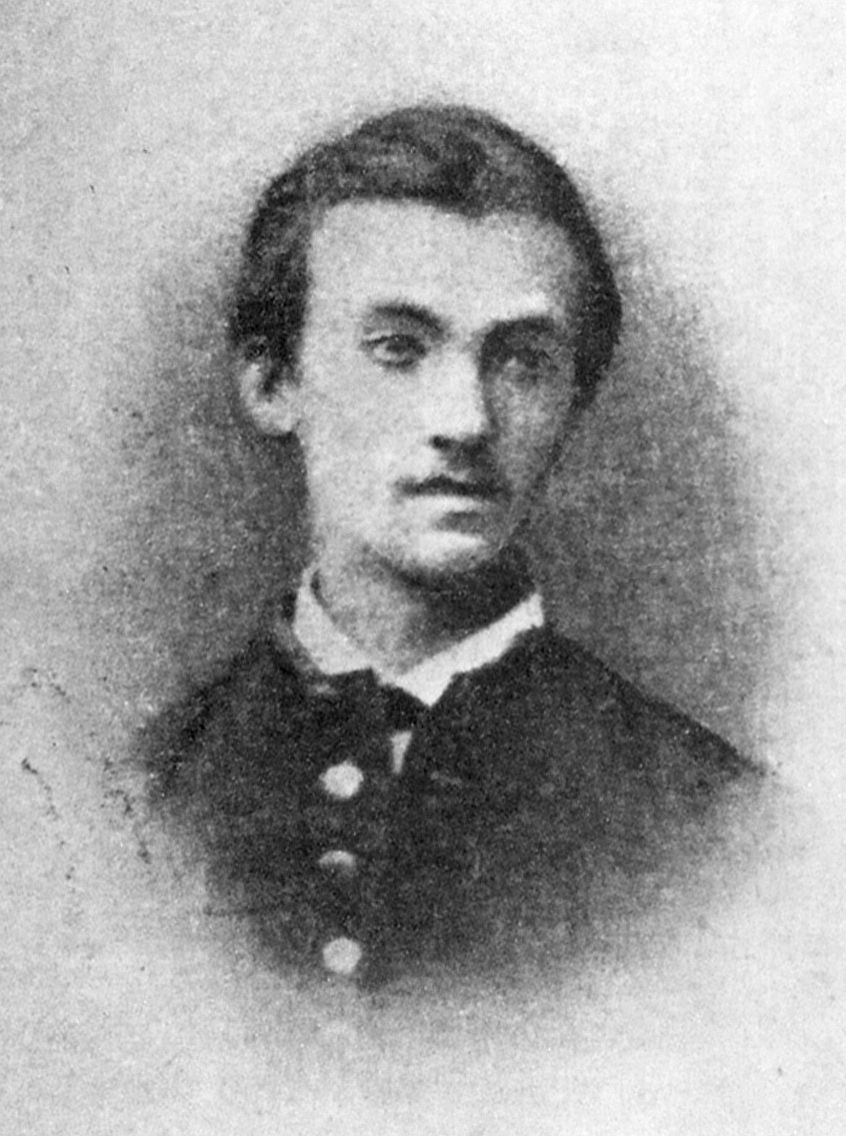
Zamenhof (1879)

La città di Białystok, oggi in Polonia, all'epoca era assoggettata all'Impero russo ed era abitata da diversi gruppi etnici che si differenziavano per le distinte posizioni politiche, sociali, linguistiche e religiose: i russi (greco-ortodossi), erano per lo più impiegati e militari; gli ebrei (di lingua yiddish) erano commercianti; e i polacchi (cattolici) erano operai. Le tensioni tra le varie etnie erano forti e assumevano a volte forme violente, come racconta lui stesso nell'Originala Verkaro, con l'aggiunta di questo commento: «Questo luogo della mia nascita e degli anni della mia fanciullezza ha impresso il primo corso a tutte le mie aspirazioni successive».
Nel 1874 la famiglia si trasferì a Varsavia, dove il giovane Zamenhof frequentò il ginnasio. Studiò poi medicina prima a Mosca e poi di nuovo a Varsavia, specializzandosi infine in oftalmologia a Vienna.
Per quanto riguarda la formazione religiosa, mentre la madre era un'ebrea osservante, il padre, fortemente influenzato dalla Haskalah (illuminismo ebraico), si definiva ateo; Zamenhof derivò da queste diverse influenze una visione molto personale della religione.

### Il matrimonio e i figli
Il 9 agosto 1887 Zamenhof sposò Klara Silbernik.
Ludwik e la moglie Klara ebbero tre figli: Adam, Zofia e Lidia (che si convertì al bahaismo). Adam fu ucciso dai nazisti, mentre le due figlie morirono nel campo di sterminio di Treblinka. Il nipote Louis-Christophe Zaleski-Zamenhof viveva in Francia con la figlia Margareta Zaleski-Zamenhof.

### Morte
Zamenhof morì a Varsavia il 14 aprile 1917 e vi venne sepolto nel cimitero ebraico.
Durante la cerimonia funebre aprì il corteo la prima corona, a nome di tutti gli esperantisti della Polonia, portata da Edward Wiesenfeld. La seconda, portata da Adolf Oberrotman, era in nome dell'UEA. La terza da parte di tutti gli esperantisti tedeschi, portata dal maggiore von Neubarth. Inoltre accompagnarono il veicolo Grabowski, Kabe e Belmont. Seguirono poi i membri della famiglia: la vedova Klara Zamenhof, il figlio Adam e la figlia Lidia (l'altra figlia, Zofia, si trovava allora in Russia).
In seguito alle cerimonie religiose, fu eretta una tribuna, sulla quale salutarono il defunto: Neubarth (a nome degli esperantisti tedeschi), Leo Belmont (per gli esperantisti polacchi) e Grabowski (per gli esperantisti di tutto il mondo).

## Esperanto

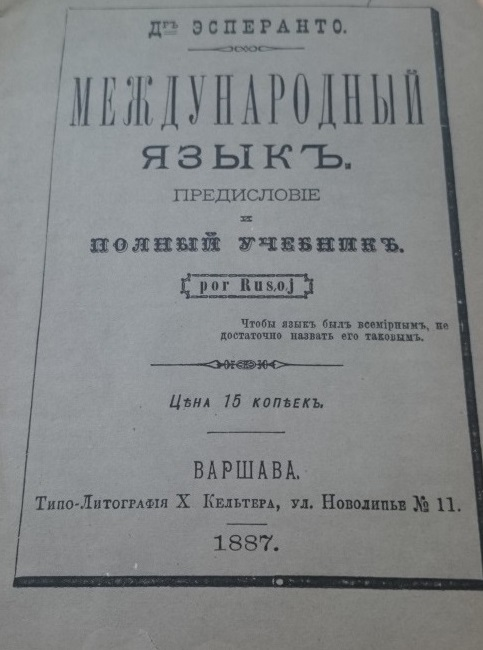
Unua libro. Por Rusoj, un'edizione dell'Unua libro per parlanti russi, pubblicata a Varsavia nel 1887

Pur avendo coscienza di essere strettamente legato alle proprie origini ebraiche, Zamenhof era deciso a non legarsi con «gli obiettivi e gli ideali di un particolare gruppo o religione», individuando nella diversità linguistica la causa principale «che allontana la famiglia umana e la divide in fazioni nemiche».
Zamenhof conosceva varie lingue oltre al russo e al polacco, quali il francese, l'inglese, un po' d'italiano, yiddish, ebraico, e le lingue antiche classiche. Giudicati il latino e il greco inadatti per la vita moderna perché troppo difficili e arcaici, Zamenhof contestò anche l'uso di un idioma nazionale in ambito internazionale, e si orientò verso la pianificazione di una lingua nuova, di cui tracciò, già tra il 1875 e il 1878, un suo primo progetto, chiamato Lingwe Universala.
Dopo la parentesi moscovita, tornato nel 1881 a Varsavia, Zamenhof venne a sapere che i suoi manoscritti erano stati distrutti, ma non s'abbatté e riprese a lavorare al suo progetto.
Finalmente, il 26 luglio 1887, Zamenhof, con l'aiuto economico del futuro suocero, riuscì a pubblicare un primo manuale in russo della nuova lingua, battezzata Lingua Internazionale. In quell'occasione adottò lo pseudonimo di "Dottor Esperanto", che avrebbe avuto in seguito un'insospettata fortuna. L'opera, menzionata nella Cronologia generale degli eventi più importanti della storia del mondo, fu stampata in 3 000 esemplari. Si tratta di un libro oggi rarissimo. Le copie conosciute sono solo quattro, tre delle quali presenti nelle seguenti istituzioni: Biblioteca nazionale austriaca, Biblioteca dell'Università di Varsavia, Biblioteca di Stato russa. L'unica copia conosciuta in possesso di un cittadino privato è quella del bibliofilo italiano Paolo Barbieri.
Una quinta copia, un tempo presente in Germania, venne trasferita durante il periodo nazista dalla Biblioteca di Stato della Sassonia alla Biblioteca di Stato di Berlino. Nonostante nel catalogo della biblioteca sia menzionata, questa copia di fatto non è disponibile in quanto persa, probabilmente durante la seconda guerra mondiale.
La nuova lingua ebbe una rapida fortuna. Nel 1905 si tenne, a Boulogne-sur-Mer in Francia, il primo congresso internazionale, al quale parteciparono circa 700 persone di 20 paesi. Con il congresso di Cracovia, nel 1912, Zamenhof rinunciò ai diritti sulla nuova lingua e la proclamò sottoposta al solo arbitrio dei suoi stessi parlanti. Da allora si dedicò principalmente alle traduzioni, per arricchire l'esperanto e dargli maggiore dignità.

## Sionismo

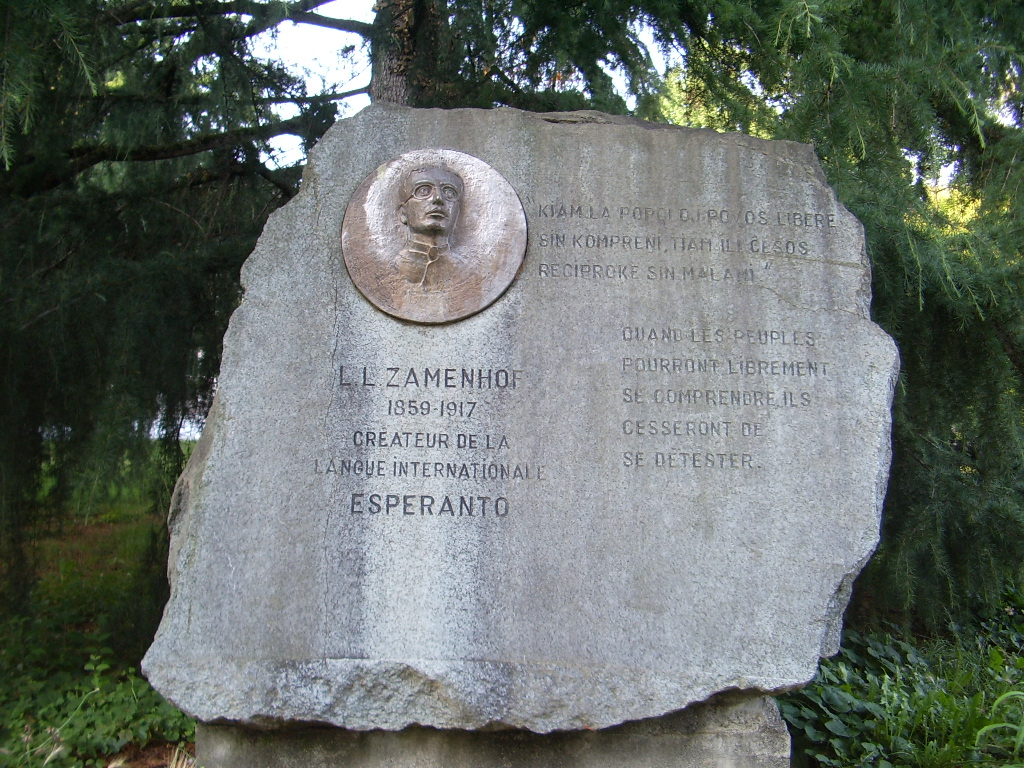
Monumento commemorativo in suo onore: «Quando i popoli potranno liberamente comprendersi, cesseranno di detestarsi»

Quando si trasferì a Mosca per i suoi studi, Lejzer venne a contatto con i primi circoli (pre) sionistici e con gli ambienti letterari russi; collaborò con diversi giornali tra i quali il "Russkij Jevrei" ("Ebreo Russo") e il "Moskovskije Vjedomosti" ("Bollettino moscovita"), sul quale pubblicò dietro compenso alcuni articoli e recensioni di libri tedeschi, firmati con lo pseudonimo "Z.".

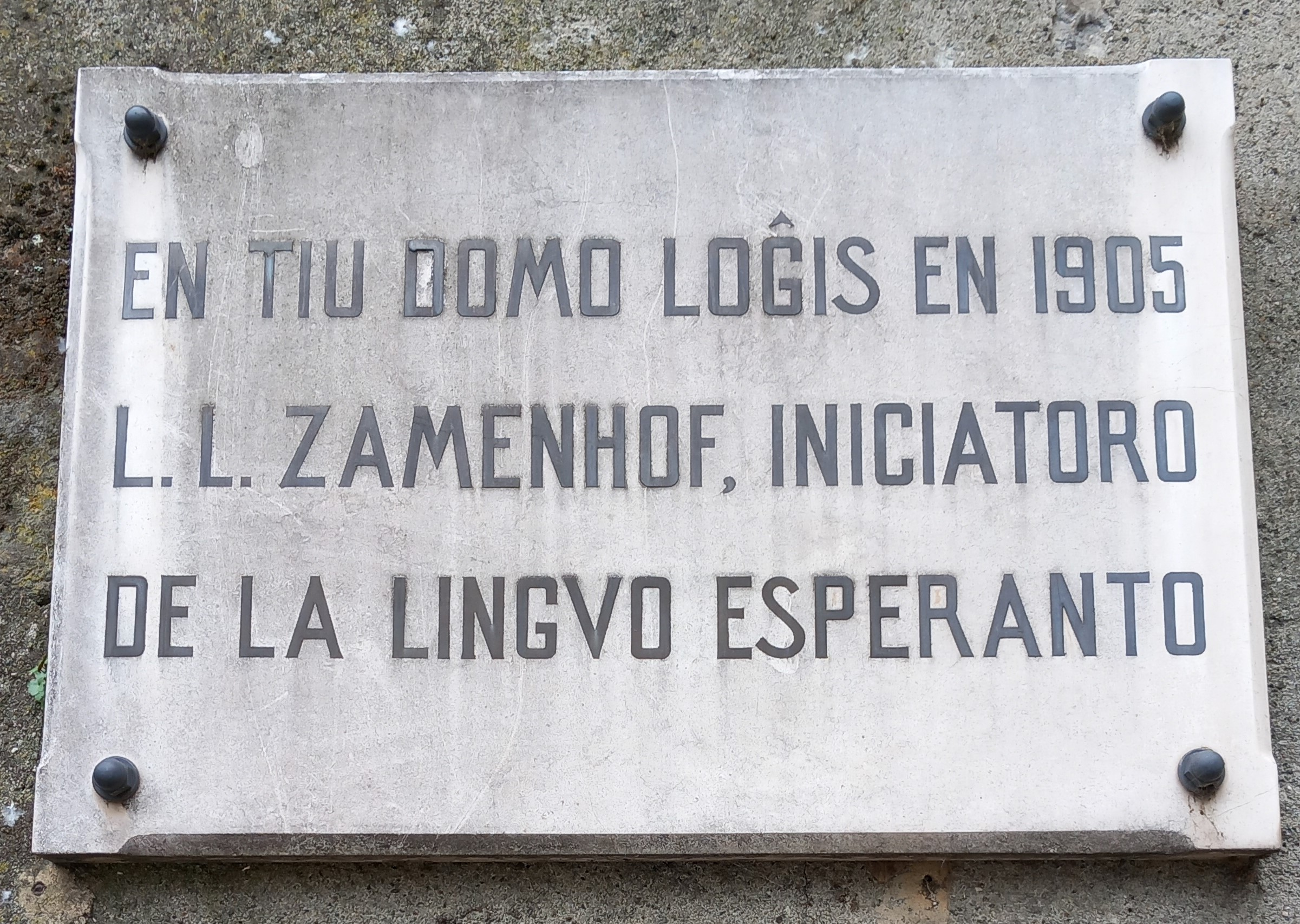
Targa commemorativa a Ginevra

Poco dopo il ritorno a Varsavia nel 1881, fondò il primo circolo sionista della sua città, Ibat Sion ("Gli amanti di Sion") e partecipò, dalle colonne del settimanale Rasvjet ("Aurora"), al dibattito sulla "Terra promessa" degli ebrei. Le ipotesi allo studio erano principalmente due: la Palestina oppure un qualche territorio dell'America, come auspicava inizialmente lo stesso Lejzer, che pubblicò nel 1882, nei primi fascicoli della testata l'articolo Infine, cosa è necessario fare? sotto lo pseudonimo "Gamzefon".
Pur rigettando la tesi secondo la quale gli ebrei avrebbero dovuto assimilarsi alle altre popolazioni (in Russia avvenivano frequenti tumulti e non di rado dimostrazioni antisemite), Zamenhof escludeva la Palestina (Giudea) sia perché ritenuta una terra primitiva, considerata "santa" dai cristiani sia per la sua appartenenza alla Turchia, che non vi avrebbe mai rinunciato. Pertanto Lejzer concludeva che la migliore soluzione del problema ebraico consistesse nell'acquistare un qualsiasi territorio disabitato degli Stati Uniti d'America per trasferirvi tutta la comunità nel corso di cinque o sei anni.
La soluzione "americana" sarà, tuttavia, smentita di lì a poco dallo stesso Zamenhof, il quale, nell'articolo Sotto il comune stendardo, suggerirà di evitare inutili divisioni nella comunità e di migrare verso Sion, segnando così l'apogeo della tesi "palestinese"; cambiamento di opinione riconducibile alla convinzione di Lejzer che per una comunità è necessaria una terra e avere con essa un raccordo storico e non un'idea artefatta.

### La grammatica yiddish
Nell'ambito del mondo ebreo, Zamenhof tentò anche di trovare una lingua comune per tutti gli ebrei, aschenaziti e sefarditi, formalizzando lo yiddish, del quale scrisse la prima grammatica in russo, pubblicata nel 1909 sotto lo pseudonimo di Dr. X.

## Elenco parziale delle opere

### Opere originali
- Unua libro (trad. Primo libro) Varsavia, 1887;
- Dua Libro (trad. Secondo libro) Varsavia, 1888;
- Hilelismo – propono pri solvo de la hebrea demando, 1901 (trad. Hillelismo: un progetto in risposta alla questione ebraica), Varsavia, 1901;
- Esenco kaj estonteco de la ideo de lingvo internacia (trad. Essenza e futuro dell'idea di una lingua internazionale), 1903;
- Fundamenta Krestomatio de la Lingvo Esperanto (trad. Antologia di base della lingua Esperanto), 1903;
- Fundamento de Esperanto (trad. Fondamenti dell'Esperanto), 1905;
- Dichiarazione di Boulogne, 1905;
- Proverbaro Esperanta (trad. Insieme di proverbi), 1910;
- Homaranismo (trad. Umanitarismo), 1913.

### Riviste
- La Esperantisto (trad. L'Esperantista), 1889–1895;
- Lingvo Internacia (trad. International Language), 1895–1914;
- La Revuo (trad. La rivista) 1906–1914.

### Poesie
- "Al la fratoj" (trad. "Ai fratelli");[7]
- "Ho, mia kor'" (trad. "Oh, Mio cuore");
- "La Espero" (trad. "La speranza");
- "La vojo" (trad. "La via");[8]
- "Mia penso" (trad. "Un mio pensiero").[9]

### Traduzioni
- Hamleto, Reĝido de Danujo (Amleto, Principe di Danimarca) di William Shakespeare;
- Ifigenio en Taŭrido (Ifigenia in Tauride) di Johann Wolfgang von Goethe;
- La batalo de l' vivo (trad. La battaglia della vita) di Charles Dickens;
- La rabistoj (I rapinatori) di Friedrich Schiller;
- La revizoro (trad. L'ispettore generale) di Nikolai Gogol;
- Malnova Testamento (parti del Vecchio testamento);
- Marta di Eliza Orzeszkowa.